# 12. století
Dvanácté století je podle Gregoriánského kalendáře období mezi 1. lednem 1101 a 31. prosincem 1200. Jedná se o druhé století druhého tisíciletí.

## Objevy a vynálezy
- kolem roku 1110 se ve střední Evropě rozšiřuje těžba černého uhlí
- kolem roku 1130 byl v Číně vynalezen střelný prach (některé prameny však uvádějí jeho znalost již kolem roku 1000)
- kolem roku 1130 je v Evropě známa výroba alkoholu pomocí destilace
- kolem roku 1180 první využití větrného mlýna v Evropě

## Významné události

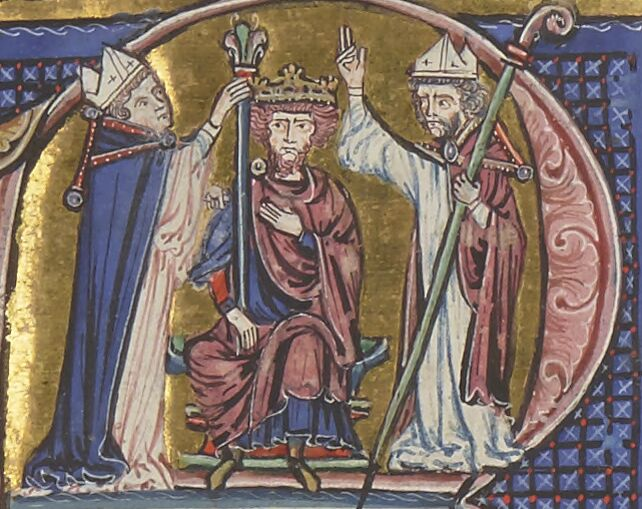
Balduinova korunovace jeruzalémským králem

- 25. prosince 1100 byl Balduin korunován prvním jeruzalémským králem.
- 1102 připojil uherský král Koloman Chorvatsko k Uherskému království.
- 1102 dobytím Tripolisu vojsky první křížové výpravy vzniklo Tripolské hrabství.
- 1119 byl založen Templářský řád.
- 1119–1125 byla pravděpodobně sepsána Kosmova kronika česká.
- 1113–1145/1150 vládl v Khmerské říši král Súrjavarman II. Za jeho vlády začala výstavba chrámového komplexu Angkor Vat.
- 1121 byl ve Francii založen Premonstrátský řád.
- 23. září 1122 byl uzavřen Wormský konkordát mezi císařem Jindřichem V. a papežem Kalixtem II.
- 1128 získalo Portugalsko nezávislost na království León.

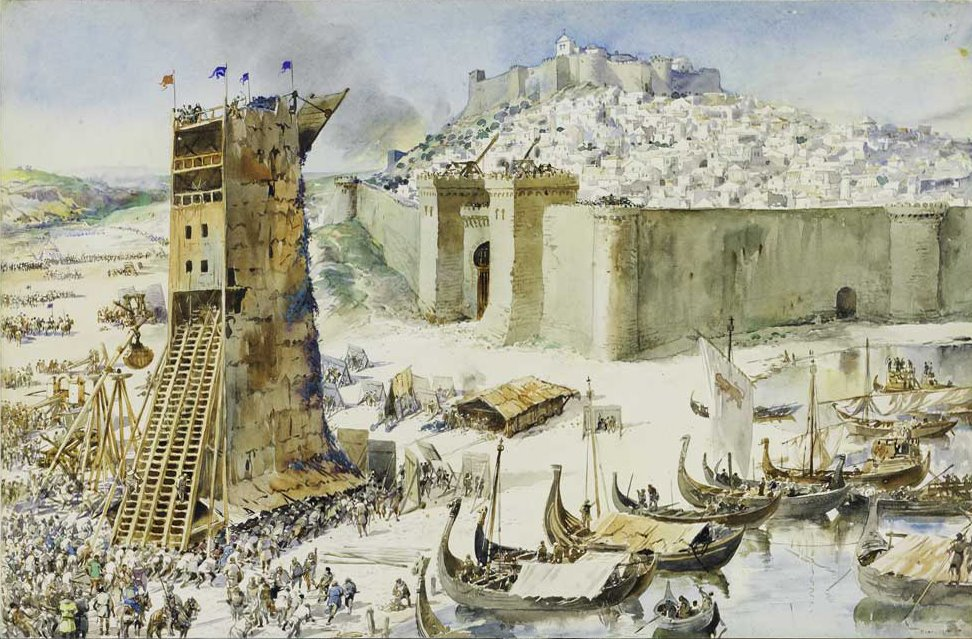
Obléhání Lisabonu roku 1147

- 1130–1138 trvalo papežské schizma, kdy proti sobě vystupovali papež Inocenc II. a vzdoropapež Anaklet II.
- 1135–1154 proběhla v Anglii válka o trůn mezi královnou Matyldou a jejím bratrancem Štěpánem III. z Blois.
- 1139 zasedal druhý lateránský koncil.
- 11. ledna 1158 byl český kníže Vladislav II. korunován druhým českým králem.
- 1145–1148 proběhla druhá křížová výprava vyhlášená papežem Evženem III. po pádu Edessy.
- 24. října 1147 se Portugalci vedení králem Alfonsem I. zmocnili Lisabonu.
- 1147 vystřídala marockou dynastii Almorávidů dynastie Almohadů.
- 23. října 1154 nastoupil na anglický trůn zakladatel dynastie Plantagenetů Jindřich II. Plantagenet. Plantageneti vládli Anglii do roku 1399, ve vedlejších větvích Lancasterů a Yorků pak až do roku 1485.

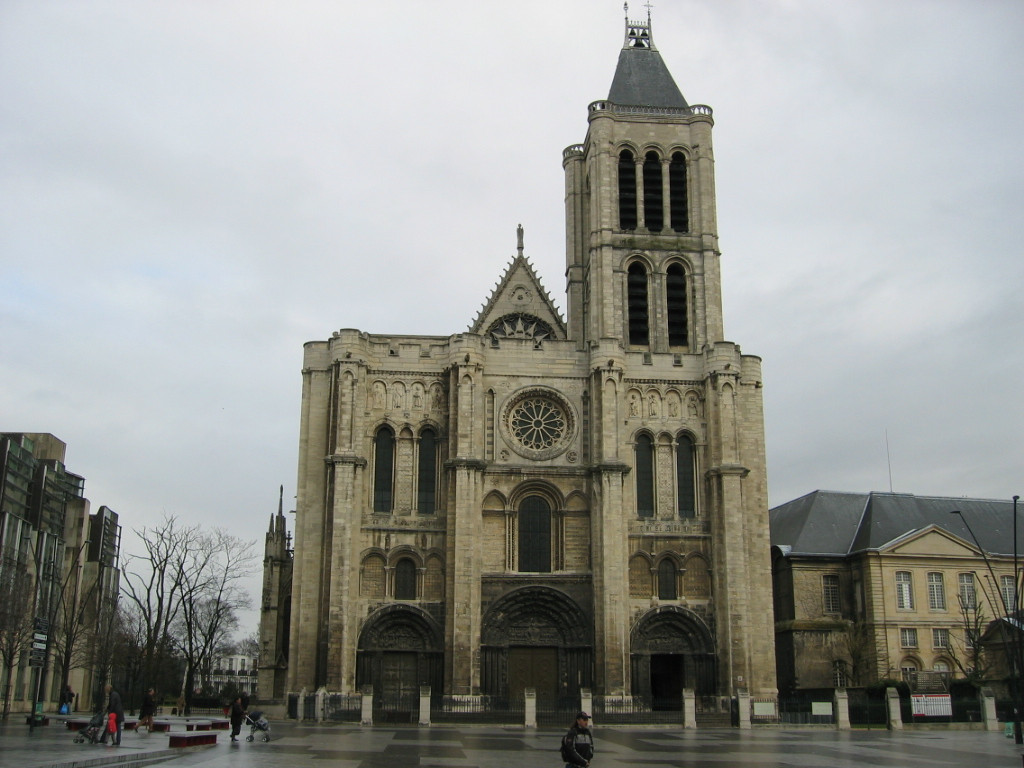
Bazilika Saint-Denis bývá považována za první významnou stavbu vystavěnou v gotickém stylu

- 2. polovina 12. století ve Francii vznikl Gotický sloh.
- 29. prosince 1170 byl zavražděn arcibiskup z Canterbury Tomáš Becket.
- 1171 založil Saladin Ajjúbovskou dynastii.
- 1173 proběhla první doložená chřipková epidemie.
- 29. května 1176 byl císař Fridrich I. Barbarossa poražen vojsky Lombardské ligy v bitvě u Legnana.
- 1182 vzniklo Moravské markrabství.
- 1185 vznikla Druhá bulharská říše.
- 4. července 1187 porazil Saladin křižácká vojska v bitvě u Hattínu.
- 29. října 1187 vyhlásil papež Řehoř VIII. třetí křížovou výpravu, která proběhla v letech 1189 až 1192.
- 10. června 1190 utonul císař Fridrich I. Barbarossa, účastnící se třetí kruciáty, v řece Salef.
- 1198 vyhlásil papež Inocenc III. čtvrtou křížovou výpravu.
- 1199 zakázal papež Inocenc III. prostému lidu čtení bible.